# لوچیانو بودینی
لوچیانو بودینی (انگلیسی: Luciano Bodini؛ زادهٔ ۱۲ فوریهٔ ۱۹۵۴) بازیکن فوتبال اهل ایتالیا است.
از باشگاه‌هایی که در آن بازی کرده‌است می‌توان به باشگاه فوتبال هلاس ورونا، باشگاه فوتبال اینتر میلان، باشگاه فوتبال یوونتوس، باشگاه فوتبال کرمونزه، و باشگاه فوتبال آتالانتا اشاره کرد.